# Ivano Fanini
Ivano Fanini (Capannori, 5 gennaio 1951) è un imprenditore e dirigente sportivo italiano, fondatore e presidente della squadra ciclistica Amore & Vita.

## Biografia
Discendente di una famiglia con una profonda tradizione ciclistica, dopo una promettente carriera come ciclista dilettante con buoni risultati sia a livello regionale che nazionale, Ivano Fanini si è dedicato al commercio di biciclette e, soprattutto, di autoveicoli nuovi e usati di tutte le marche, senza tuttavia abbandonare la sua passione per il ciclismo. 

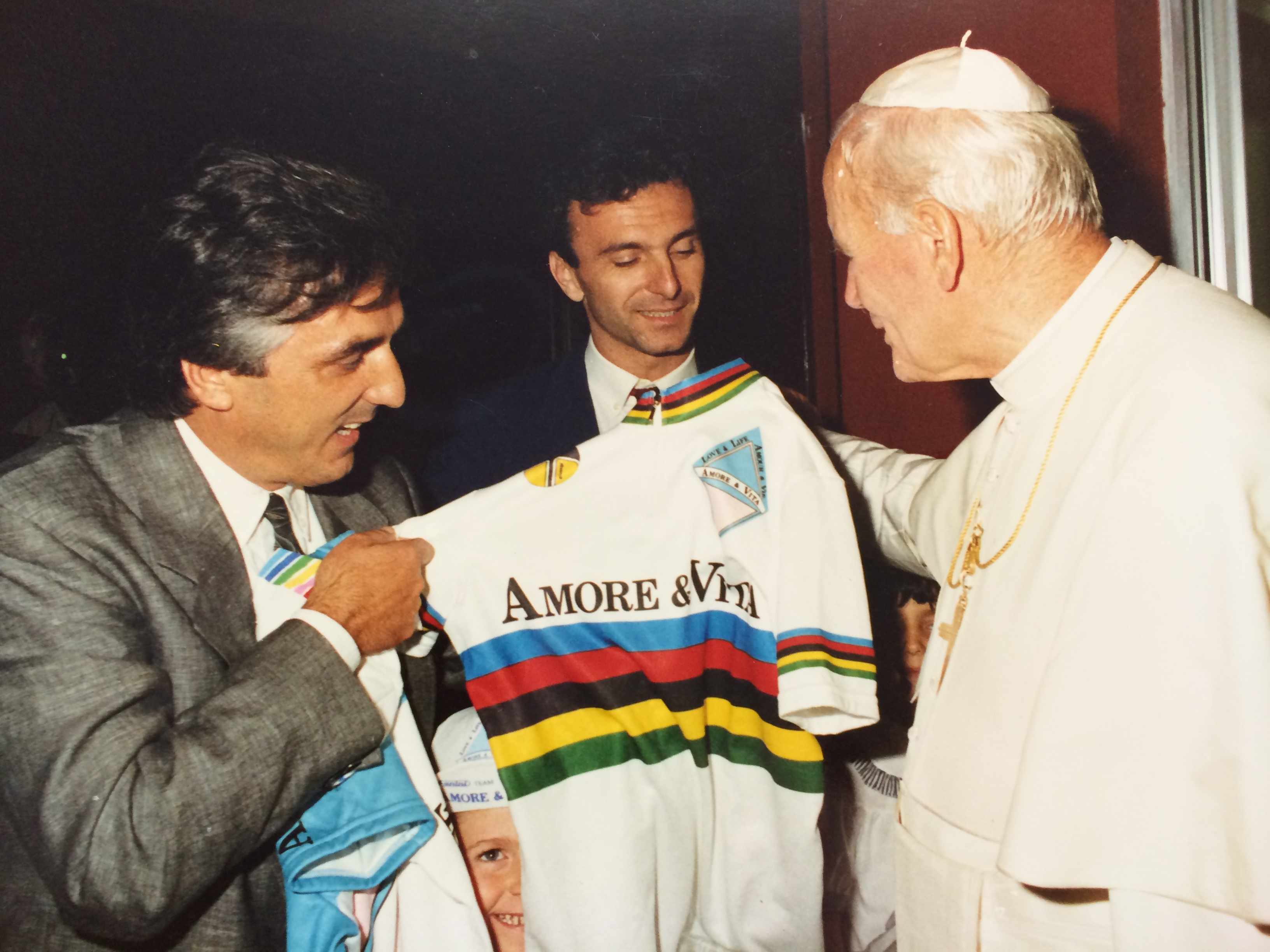
Ivano Fanini con il papa

In qualità di dirigente nel campo del ciclismo, Ivano Fanini ha creato numerosi team, sia maschili che femminili (la squadra Fanini di ciclismo femminile è stata la prima squadra femminile toscana di tutti i tempi ad essere stata fondata), che spaziano dalla categoria giovanissimi ai professionisti. 
Ha iniziato a farlo con la collaborazione di suo padre Lorenzo, fondatore del primo team Fanini nel 1948, e dei suoi fratelli Pietro, Michele e Brunello, tutti ex ciclisti di buon livello nelle categorie dilettantistiche.
Verso la metà degli anni '70, Ivano Fanini ha compreso che per portare questo sport ad un livello superiore era necessario superare quelle che fino a quel momento erano considerate vere e proprie "barriere culturali". Infatti, il ciclismo di maggior rilievo si sviluppava principalmente solo in paesi come Italia, Francia, Belgio, Spagna, Germania e Paesi Bassi. 
Così ha cominciato a viaggiare per il mondo, reclutando talenti che riteneva degni di nota. 
Si trattava di veri e propri sconosciuti che al massimo avevano partecipato a gare dilettantistiche rudimentali. Ivano li "prendeva e li portava" in Italia per farli correre nei suoi team, in modo da lanciarli poi nel mondo del professionismo.
Grazie a questo approccio, Ivano ha portato in Italia anche alcuni ciclisti camerunesi, un evento senza precedenti per l’epoca. Negli anni successivi ha poi ingaggiato altri talenti provenienti dall'Eritrea, dal Senegal, dal Sudafrica e dallo Zimbabwe. 
Ivano non si limitava solo a scoprire talenti in "terre lontane", ma portava i suoi ciclisti a gareggiare in quei luoghi, in modo che questi atleti potessero vivere nuove esperienze, non solo sportive ma anche di vita. E così facendo anche queste nazioni hanno potuto incrementare il loro potenziale sportivo, proprio grazie al confronto con ciclisti italiani più esperti. 
Le squadre di Ivano Fanini hanno partecipato a manifestazioni in tutto il mondo e sono state le prime società europee a gareggiare in Argentina, USA, Africa, Cina, Giappone, Australia, Nuova Zelanda, Colombia e Cile. 
Grazie a questo lavoro di scouting pionieristico, ha contribuito enormemente allo sviluppo del ciclismo in nazioni come Argentina (paese in cui per tre anni è stato anche Commissario Tecnico della nazionale), Colombia, Venezuela, Messico, Australia (in cui nel 1999 fondò il 1° team professionistico con licenza australiana, il Team Polli - Fanini), Stati Uniti, Canada, Danimarca coadiuvato dall’amico ed ex recordman dell’ora Ole Ritter; e poi ancora in Svezia, Norvegia, Svizzera, Russia, Cecoslovacchia, Polonia, Ucraina, Gran Bretagna, Giappone, Albania, Romania, Israele, Iran, Finlandia, Estonia, Lituania e Lettonia.
Nel corso degli anni, Ivano ha reclutato centinaia di atleti provenienti da paesi con una cultura ciclistica “limitata”, dando loro l'opportunità di competere ai massimi livelli con i ciclisti più forti ed acclamati dell'epoca, scoprendo alcuni che sarebbero diventati veri e propri campioni di questo sport.
Verso la fine degli anni '70, prese la decisione di concentrarsi principalmente sulla gestione come manager dell'atleta Olimpio Paolinelli, che già correva come professionista nella categoria insieme a grandi nomi come Felice Gimondi ed Eddy Merckx, indossando la maglia Fanini e utilizzando la bicicletta Fanini costruita dal padre Lorenzo e dal fratello Michele e usate anche da un altro campione come Franco Bitossi. Questa scelta portò Ivano a riflettere sul futuro delle sue squadre con una visione più ampia e importante. Il suo sogno era infatti quello di portare il Team Fanini a competere (e vincere, come poi accadde) nella categoria professionisti, soprattutto al Giro d'Italia. Così, agli inizi degli anni '80, iniziò a sponsorizzare il team Sangiacomo (dove correva il futuro direttore sportivo Giuseppe Martinelli) fornendo biciclette Fanini, e qualche anno dopo, spinto dall'entusiasmo di creare una squadra professionistica tutta sua, prese il controllo della società principale (lasciando ai fratelli la gestione delle altre squadre in diverse categorie di uomini, donne e bambini) e fondò il primo team professionistico Fanini, chiamato Fanini - Wührer e diretto da uno dei più grandi ciclisti di tutti i tempi, Gino Bartali.
Da allora, il team Fanini – Amore e Vita è diventato il più longevo in attività a livello mondiale e continua ad essere un nome importante nel mondo del ciclismo professionistico.
Tra gli atleti dei suoi team, che sono stati scoperti e lanciati, vi sono Mario Cipollini (ex campione del mondo), Michele Bartoli, Andrea Tafi e Rolf Sørensen. 

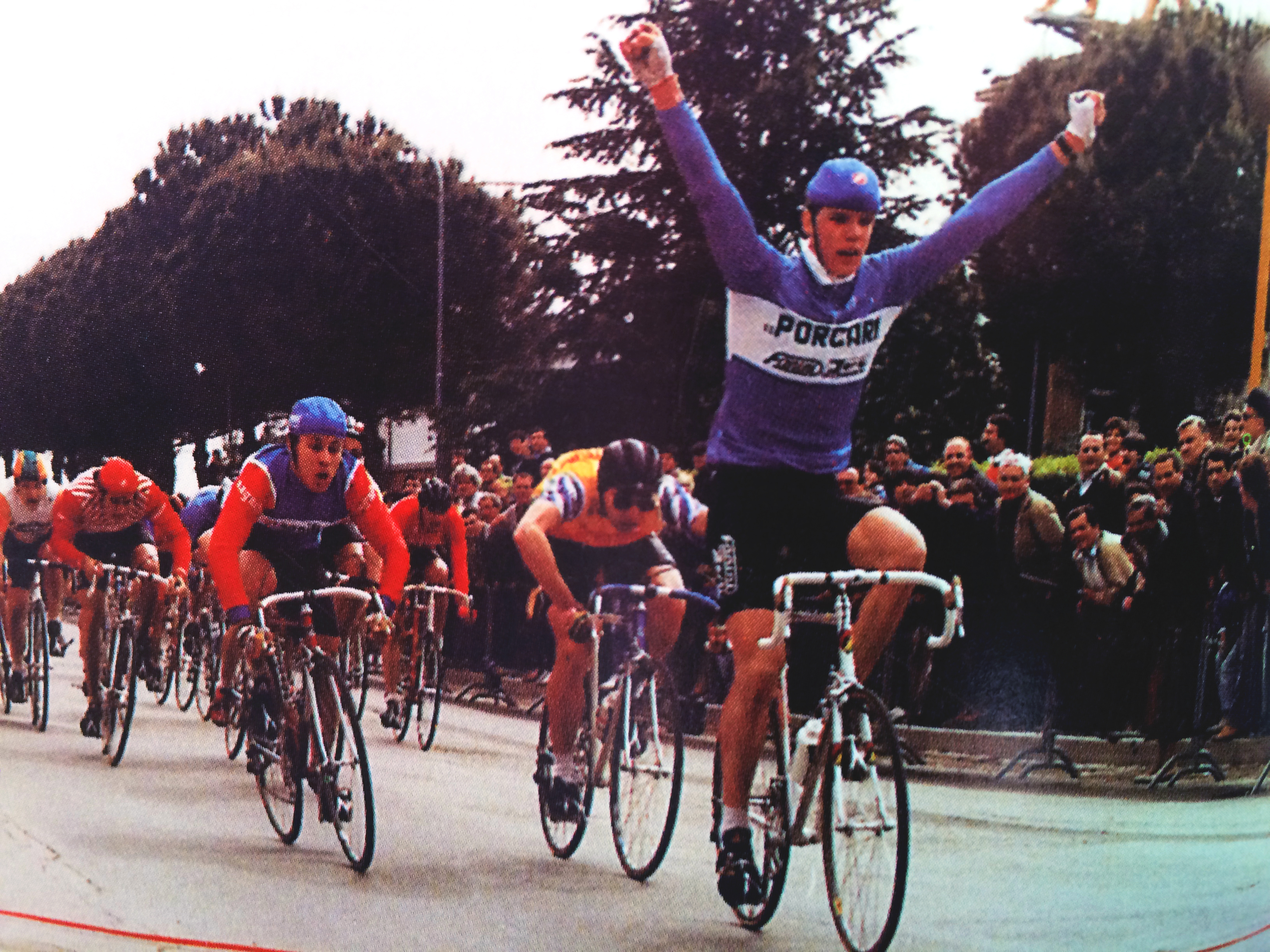
Mario Cipollini dopo una vittoria in magila Fanini

Nel corso degli anni, nelle sue squadre professionistiche sono passati anche campioni del calibro di Pierino Gavazzi, Gianbattista Baronchelli, Franco Chioccioli, Bruno Risi (pluri-campione del mondo su pista e vincitore del suo primo mondiale da professionista nel 1992 in maglia Amore e Vita), Claudio Golinelli (vincitore, quando correva nei team di Fanini, di tre campionati mondiali su pista tra il 1989 ed il 1990 nella velocità e nel keirin), Glenn Magnusson, Marco Villa (Commissario Tecnico della Nazionale Italiana di ciclismo su pista, che nel 1995, da porta-colori di Amore e Vita, si aggiudicò a Bogotà il mondiale su pista nella specialità dell’Americana in coppia con Silvio Martinello). Oltre ai campioni olimpici Marcello Bartalini e Miguel Martinez (e perfino il figlio Lenny Martinez che ha iniziato a pedalare in maglia Amore e Vita); ai due volte campioni del mondo su biciclette Fanini, i danesi Alex Pedersen e Søren Lilholt, e alla indimenticabile campionessa di ciclismo femminile Michela Fanini (nipote di Ivano, scomparsa in un incidente stradale il 26 ottobre 1994).
Ha poi scoperto e lanciato anche tanti atleti di successo che vantano in carriera vittorie al Giro d'Italia, alla Vuelta a España, e in altre manifestazioni internazionali. Tra questi si possono citare Alessio Di Basco, Roberto Gaggioli, Jens Veggerby, Jorgen Marcussen, Jesper Worre, Paolo Cimini, Stefano Tomasini, Fabrizio Convalle, Stefano Della Santa, Giuseppe Calcaterra, Nicolaj Bo Larsen, i multi-campioni italiani di ciclocross Fabrizio Margon e Ottavio Paccagnella, Riccardo Forconi (che poi è diventato uno dei più fidati gregari di Marco Pantani e con cui ha vinto il Giro ed il Tour nel 1998), Dario Andriotto, Eddie Salas, Gary Trowell, Shane Bannan, Clyde Sefton, Roberto Pelliconi, Kjell Carlström, Matthew White, Peter Rogers (fratello del tre volte campione del mondo a cronometro Michel Rogers), Andrus Aug, Massimiliano Martini (tre volte campione del mondo a cronometro nelle categorie Juniores e under 23), Timothy Jones, Ivan Quaranta, Graziano Gasparre, Dainius Kairelis, Valentino Fois, Yurij Metlushenko, Volodymyr Starchyk, Mauro Santambrogio, Michael Woods, Danilo Celano, Pierpaolo Ficara, Davide Appollonio, Marco Tizza e molti altri ancora.
Inoltre, nei suoi team hanno corso anche alcuni figli, nipoti e fratelli “d’arte” come Mattia Gavazzi (figlio di Pierino Gavazzi), Saul e Lapo Nencini (figli del campione Gastone Nencini), Maxime Moncassin (figlio dello sprinter francese Frederic Moncassin), Massimo Gimondi (nipote del grandissimo Felice Gimondi), Jan Andrè Freuler (nipote del velocista svizzero 10 volte campione del mondo Urs Freuler) e Francesco Fondriest (fratello dell’ex campione del mondo Maurizio Fondriest).
Tra il 1987 e il 1989, Ivano Fanini è stato il primo e unico presidente al mondo a guidare contemporaneamente due diverse squadre professionistiche di ciclismo nelle stesse stagioni agonistiche: la Remac-Fanini e la Pepsi Cola - Fanini nel 1987; la Pepsi Cola-Fanini e la Fanini – 7UP nel 1988; la Pepsi Cola - Fanini e la Polli – Mobiexport - Fanini nel 1989.

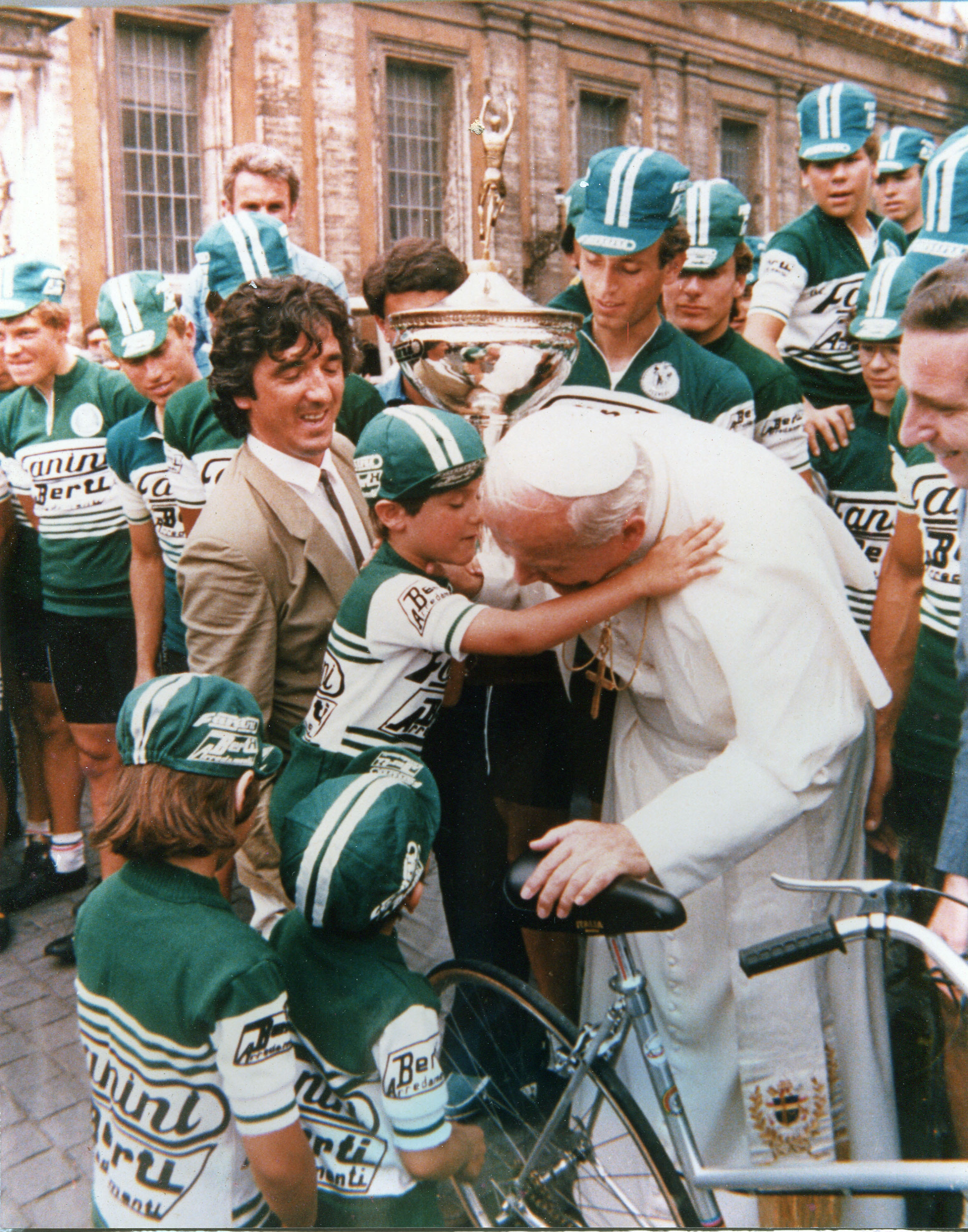
Il Santo Padre Giovanni Paolo II con Ivano e Cristian Fanini

Da sempre uomo di profonda fede cattolica, come tutti i membri della sua famiglia, Ivano Fanini è stato amico di Papa Paolo VI. Nel 1989, spalleggiato dall'onorevole Roberto Formigoni, presidente onorario del team, e da Papa Giovanni Paolo II, con cui stringe una sincera e profonda amicizia, Ivano ha fondato il team Amore & Vita. La presentazione ufficiale della squadra, avvenuta in Vaticano, aveva l'obiettivo di valorizzare i valori e gli ideali cristiani in cui Fanini ha sempre profondamente creduto attraverso lo sport. Tra questi valori, 'la lotta contro il fumo e l'opposizione all'aborto, testimoniati dalla scelta di inserire lo slogan "No all'aborto" e "Dio Ti Ama", sulle maglie dei corridori della squadra. Tale decisione scatenò numerose polemiche da parte delle femministe e venne bloccata dai regolamenti dell’UCI. Il Papa, divenuto il primo socio onorario e cofondatore del messaggio di Amore e Vita, ha ricevuto la squadra in Vaticano per ben 25 volte. Tra gli ospiti d'eccezione che ogni anno venivano invitati a presenziare alla presentazione della squadra in Vaticano, figurano numerosi personaggi di spicco del mondo dello sport e non, uno su tutti il "Cannibale" Eddy Merckx.
Nel 1990, Ivano Fanini fu il primo presidente a obbligare, tramite contratto, tutti i propri atleti a indossare il casco integrale durante gli allenamenti e le gare. Tale iniziativa nacque dal desiderio di educare, in particolare i giovani ciclisti, all'utilizzo corretto del casco, considerato uno strumento fondamentale per la salvaguardia della vita. Nonostante le numerose critiche dell'epoca, compresa quella di alcuni atleti che chiesero di essere ceduti ad altre squadre in quanto contrari all'uso del casco, Fanini mantenne questa regola all'interno delle sue squadre. Infine, dopo oltre 10 anni di estreme prese di posizione su questo delicato argomento, nel 2003 l'Unione Ciclistica Internazionale (UCI) proprio grazie anche a lui, lo ha reso finalmente obbligatorio, purtroppo a seguito dell'ennesima morte in gara, quella del ciclista kazako Andrei Kiviliev.
Nel 1995, Fanini fece inserire sulle maglie della propria squadra il disegno di una sigaretta con lo slogan "Grazie per non avermi accesa". Tale iniziativa fu sostenuta dalla Lega Italiana per la Lotta contro i Tumori, con l'obiettivo di sensibilizzare la popolazione, anche attraverso lo sport, sui danni irreparabili causati dal fumo e di promuovere il disegno di legge sul divieto di fumo nei locali chiusi aperti al pubblico, che poi divenne effettivo nel 2003.
Dal 1996 al 1998, il team di Ivano Fanini ha ricevuto un sostegno di grande rilevanza da parte di Silvio Berlusconi, con la maglia Amore e Vita che riportava lo slogan "ForzArcore" e lo sponsor Mediolanum di Ennio Doris. In questo periodo il team Amore e Vita ha conquistato ben quattro tappe al Giro d'Italia in tre anni consecutivi: tre tappe con Glenn Magnusson e una tappa con Nicolaj Bo Larsen. 

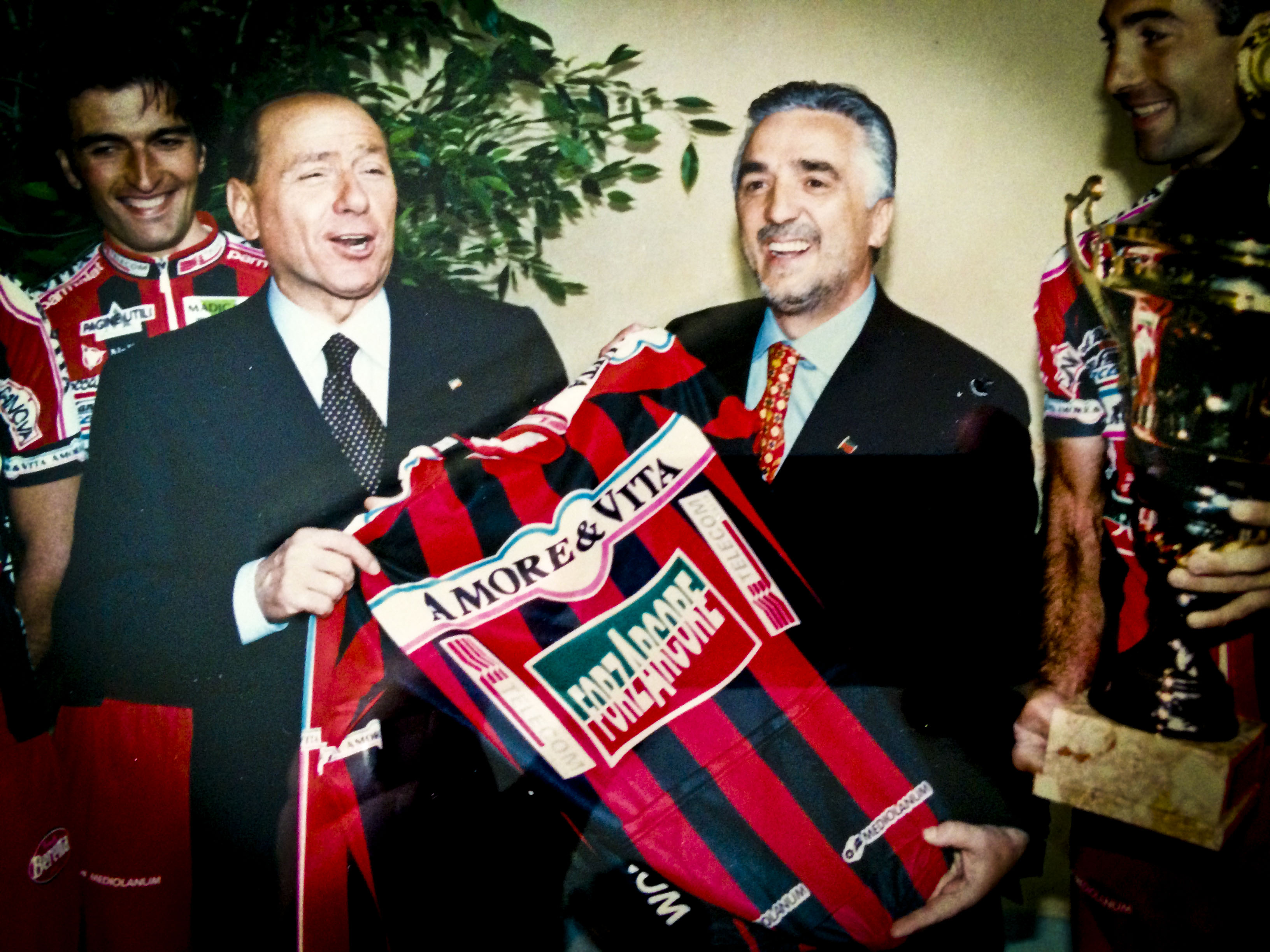
Ivano Fanini con Silvio Berlusconi

Nel 2001, in seguito alla tragedia dell'11 settembre, Ivano ha deciso di creare una maglia speciale contro il terrorismo, da utilizzare nella stagione 2001/2002. Questa maglia Amore e Vita, che riportava la bandiera americana e uno slogan di pace in onore delle vittime dell'attentato alle Torri Gemelle, è stata un'iniziativa di estrema importanza che ha ricevuto anche il plauso dell'allora Presidente degli Stati Uniti George W. Bush.
Nel 2010 fu il primo insieme al giornalista Michele Bufalino a "denunciare" lo scandalo delle biciclette elettriche all'interno del gruppo e usate da alcuni campioni. Un'accusa che sucitò moltissimo scalpore ma che risultò essere veritiera e portò l'UCI ad effettuare controlli mirati su tutte le biciclette ed immettere pesanti squalifiche a chi veniva trovato.
In quasi 40 anni di attività, i team professionistici di Ivano Fanini hanno ottenuto migliaia di vittorie in tutto il mondo, sotto le diverse denominazioni, tra cui 12 titoli mondiali, 73 titoli nazionali e 9 tappe e la Classifica finale della classifica giovani al Giro d'Italia, altre tappe alla Vuelta a España, al Tour de Suisse, alla Tirreno Adriatico, alla Settimana Internazionale di Coppi e Bartali, Tour de Qinghai Lake (CHN), al Tour of China 1 e 2 e molte altre competizioni in Nord America, tra cui il Gran Premio di Philadelphia. Tra gli atleti che hanno gareggiato con le squadre di Fanini si annoverano campioni del calibro di Rolf Sørensen, vincitore della classifica finale della Tirreno-Adriatico in maglia Fanini (davanti a Francesco Moser), Franco Chioccioli, vincitore del Giro d'Italia, Gianbattista Baronchelli e Pierino Gavazzi, che ha conquistato il suo terzo titolo di campione italiano professionisti su strada ad Imola nel 1988, all'età di 37 anni, proprio indossando la maglia Fanini - 7UP (davanti a Giuseppe Saronni e Maurizio Fondriest).
In passato, Fanini a causa delle sue denunce contro il doping, è stato vittima dell'isolamento dell'ambiente professionistico che spesso continua a mantenere l'omertà, ma egli ha dichiarato al mondo di non fermarsi finché non saranno istituiti leggi e regolamenti che prevedano la squalifica di 4-5 anni per i corridori alla prima infrazione e l'espulsione a vita per chi è recidivo.
Oggi, Ivano Fanini rappresenta il simbolo della lotta al doping nel ciclismo. In particolare, egli è stato il primo presidente di società a uscire dall'omertà e a parlare apertamente di un argomento difficile e scomodo come il doping. Nel 1996, denunciò alla Procura di Lucca una soffiata da parte di un dirigente della Lega Ciclismo che avrebbe danneggiato un'azione dei Nas contro il doping, alla vigilia della partenza del Giro. Da allora, le sue denunce si sono moltiplicate, coinvolgendo anche i più grossi nomi del ciclismo, inclusi coloro che lo circondavano.
Fanini è considerato un'icona del ciclismo nazionale ed internazionale, visto che nessuno al mondo può vantare 39 anni di professionismo come presidente di una squadra sempre con lo stesso nome e gestito dalla medesima società. Egli si è sempre dimostrato attaccato ai valori dello sport ed è il dirigente più vittorioso di sempre nella storia dello sport lucchese, nonché uno dei più titolati a livello mondiale. Grazie alle vittorie dei suoi atleti in gare internazionali in tutti i continenti, egli ha fatto conoscere la città di Lucca in tutto il mondo. Inoltre, nel settembre 2023 per il 200º compleanno della Città di Capannori, gli è stato consegnato dal Sindaco Luca Menesini il riconoscimento di Ambasciatore di Capannori. La motivazione per questa nomina recita: «Imprenditore e protagonista del mondo dello sport, icona del ciclismo nazionale ed internazionale, patron di “Amore & Vita”, ha fatto la storia del ciclismo e ha portato il nome di Capannori in giro per il Mondo. Dirigente sportivo più vittorioso nel ciclismo, è espressione autentica dell’identità capannorese e del fare della propria passione una attività apprezzata e riconosciuta a livello internazionale».
Ad oggi è sempre presente come patron di squadre ciclistiche in quasi tutte le categorie recanti sulla maglia il messaggio di Amore e Vita e Mamma e Papà Fanini (in onore dei suoi genitori). E sta lavorando per portare a termine un nuovo progetto ciclistico, ovvero quello di creare per la prima volta nella storia del ciclismo, una squadra professionistica affiliata in Città del Vaticano soprattutto in onore del tifoso più "importante" e speciale del team, Giovanni Paolo II.

### Vita privata
È sposato dal 1975 con Maria Pia Berti, vive a Capannori, vicino a Lucca in Villa Fanini, insieme alla famiglia. Ha un figlio, Cristian Fanini, anch'egli ex ciclista professionista, Manager di Amore e Vita.